# Werner von Arnswaldt

Werner von Arnswaldt

Werner Friedrich Alexander Ulfried von Arnswaldt (* 29. Dezember 1832 in Hannover; † 7. März 1899 in Böhme) war Rittergutsbesitzer, Jurist und Mitglied des Deutschen Reichstags.

## Leben
Werner von Arnswaldt entstammt dem thüringischen Adelsgeschlecht von Arnswaldt. Er war der Sohn von August von Arnswaldt und besuchte das Lyceum in Hannover und danach die Universitäten Göttingen und Berlin zum Studium der Jurisprudenz. Er war einige Jahre Auditor bei verschiedenen Amtsgerichten und Verwaltungsämtern des Königreichs Hannover, widmete sich aber seit 1861 der Verwaltung seiner Güter.
Arnswaldt war 1866 Mitglied der 1. Kammer von Hannover. Er hatte zahlreiche öffentliche Ämter inne. So war er Landschaftsrat des Fürstentums Lüneburg, Mitglied des hannoverschen Provinziallandtages von 1884 bis 1899, des Kreisausschusses und Kreistages im Kreise Fallingbostel, des Bezirks-Ausschusses im Regierungs-Bezirk Lüneburg, der dortigen Einkommensteuer-Berufungskommission, Vorsitzender der hannoversch-braunschweigischen Hagelversicherungsgesellschaft und auch Vorsitzender des landwirtschaftlichen Vereins in Rethem und Mitglied des Zentral-Ausschusses der Königlichen Landwirtschaftsgesellschaft in Hannover.
Von 1878 bis 1884 und von 1888 bis zu seinem Tode war er Mitglied des Deutschen Reichstags für den Wahlkreis Provinz Hannover 5 (Melle, Diepholz, Sulingen, Uchte) als Welfe und als Hospitant der Deutschen Zentrumspartei.
Er heiratete am 29. Januar 1867 in Oldershausen Adelheid Freiin von Oldershausen.